# HotJava
HotJava是一個模組化、具擴展性的網頁瀏覽器，由昇陽電腦所推出，並且可在網頁中執行小型的Java程式，稱為Java Applet。

## 起源
1994年，Java開發人員仿效了Mosaic開發出以Java程式語言為基礎的瀏覽器WebRunner。WebRunner的首次公開展示於1995年由約翰·蓋格和詹姆斯·高斯林在蒙特雷的TED大會進行。同年5月在SunWorld會議正式宣布更名為HotJava。
昇陽電腦在1995年發表了Java程式語言後，由於當時的網頁瀏覽器多數只能瀏覽網頁內的靜態資料，如文字、表格、圖形等，尚無法在網頁中執行程式，而昇陽電腦希望讓Java程式成為瀏覽器上最普及使用的程式，初期特別是積極於容量小，容易在頻寬有限的網際網路上傳輸、下載的Java Applet，而當時多數的瀏覽器尚無法支援與執行Java Applet。
不過，HotJava雖可執行Java Applet程式，但真正用於一般網頁瀏覽的效果及支援並不佳，人們依然習慣使用網景公司的網景領航員網頁瀏覽器，或是微軟公司的Internet Explorer網頁瀏覽器，特別是昇陽電腦為了讓各種瀏覽器都可以執行Java Applet，所以也推出Java插件，安裝此軟體即可讓多數的網頁瀏覽器也能執行Java Applet。
因此，既然許多網頁瀏覽器也能執行Java Applet，以致HotJava幾乎只有Java Applet程式語言的初學者用來練習撰寫程式的效果驗證之用，並未獲得進一步普及，此後到了1999年昇陽電腦方面也宣佈停止此套HotJava的後續發展，終止前的最後一版是HotJava 3.0。

## 外部連結
- .   [2016-09-15]. （原始内容存档于1999-02-02）.（英文）
- HotJava @ Evolt（页面存档备份，存于）（英文）